# Alchemilla sevangensis
Alchemilla sevangensis är en rosväxtart som beskrevs av Sergei Vasilievich Juzepczuk. Alchemilla sevangensis ingår i släktet daggkåpor, och familjen rosväxter. Inga underarter finns listade i Catalogue of Life.